# دب مليحم (اسماعيلية)
دب مليحم (بالفارسية: دب‌ملیحم) هي قرية تقع في إيران في قسم إسماعيلية الريفي. يقدر عدد سكانها بـ 50 نسمة بحسب إحصاء 2016.